# 四國同盟 (1815年)
四國同盟（英語：Quadruple Alliance）是一個由奧地利外相梅特涅組成的軍事同盟，在1815年11月20日在維也納簽約，是維也納會議的組成部分，其組成國包括奧地利、英國、俄羅斯、普魯士四個列強。

## 背景
奧地利外相梅特涅鑑於由沙皇亞歷山大一世倡議的神聖同盟內容流於空泛，以宗教維繫（他不相信以宗教為名的同盟能保證產生實質作用）。而且神聖同盟也欠缺英國的參與，因此欲重組一個新的同盟以拉攏英國進入歐洲協調機制之中。此聯盟的目的是防止法國因不滿第二次巴黎和約的條款苛刻而反抗，故四大列強加以聯手及彼此支援，共禦法國。

## 內容
1. 重申休蒙條約，任何盟國如果受到法國攻擊，各盟國將各出兵六萬互相援助
2. 同盟將透過經常舉行會議，以解決彼此的共同問題及商討所應採取的協調行動，如盟約第六條指出：「加盟各國......為了商討它們的共同利益，並為了考慮每個時期被認為是最有利於各國的安定和繁榮的措施，以及為了維持歐洲和平......應定期召開會議」因此引伸出日後的歐洲協調會議制度。
3. 四國同盟盟約有效期為二十年

## 評價
由於四國同盟在1820年以後，受保守君主制反資產階級革命的國家如奧地利、俄羅斯、普魯士所控制，遂成為專制君主壓迫歐洲各地民族主義及自由主義革命的聯盟，當英國和法國不肯再與其合作後，它甚至不復存在歐洲協調的外形，進一步成為史家王曾才所稱的：「東歐三專制國家反革命聯盟」。